# Oliver Knudsen
Oliver Knudsen (født 8. januar 1999 i Silkeborg) er en cykelrytter fra Danmark, der er på kontrakt hos ASD Swatt Club.